# Arizona Diamondbacks
Arizona Diamondbacks är en professionell basebollklubb i Phoenix i Arizona i USA som spelar i National League, en av de två ligorna i Major League Baseball (MLB). Klubbens hemmaarena är Chase Field.
Klubben har vunnit World Series en gång och National League två gånger.

## Historia
Klubben grundades den 9 mars 1995 och började spela i National League (NL) 1998.
Klubben vann World Series redan 2001, under fjärde säsongen. Detta var nytt rekord för nybildade klubbar i MLB.
Diamondbacks spelade i World Series för andra gången 2023, men förlorade då.
Den spelare som kanske mest av allt förknippas med Diamondbacks är pitchern Randy Johnson, som spelade för klubben 1999–2004 och 2007–2008. Hans tröjnummer 51 pensionerades av klubben 2015.

## Hemmaarena
Hemmaarena är Chase Field (tidigare kallad Bank One Ballpark), invigd 1998. Arenan har en publikkapacitet på 48 330 åskådare.

## Spelartrupp

### Aktiva
| Nr | Land                    | Pos | Namn              |
| -- | ----------------------- | --- | ----------------- |
| 23 | USA                     | P   | Zac Gallen        |
| 24 | USA                     | P   | Noé Ramirez       |
| 27 | USA                     | P   | Zach Davies       |
| 29 | USA                     | P   | Merrill Kelly     |
| 31 | USA                     | P   | Ian Kennedy       |
| 32 | USA                     | P   | Chris Devenski    |
| 34 | USA                     | P   | Mark Melancon     |
| 35 | USA                     | P   | Joe Mantiply      |
| 37 | USA                     | P   | Kevin Ginkel      |
| 40 | USA                     | P   | Madison Bumgarner |
| 47 | USA                     | P   | Tommy Henry       |
| 66 | Dominikanska republiken | P   | Edwin Uceta       |
| 67 | USA                     | P   | Tyler Holton      |

| Nr | Land                    | Pos | Namn             |
| -- | ----------------------- | --- | ---------------- |
| 12 | USA                     | C   | Daulton Varsho   |
| 18 | USA                     | C   | Carson Kelly     |
| 2  | Dominikanska republiken | INF | Geraldo Perdomo  |
| 4  | Dominikanska republiken | INF | Ketel Marte      |
| 10 | USA                     | INF | Josh Rojas       |
| 15 | Puerto Rico             | INF | Emmanuel Rivera  |
| 28 | USA                     | INF | Seth Beer        |
| 43 | Dominikanska republiken | INF | Sergio Alcántara |
| 53 | USA                     | INF | Christian Walker |
| 5  | USA                     | OF  | Alek Thomas      |
| 8  | USA                     | OF  | Jordan Luplow    |
| 21 | USA                     | OF  | Cooper Hummel    |
| 30 | USA                     | OF  | Jake McCarthy    |

### Skadade
| Nr | Land | Pos | Namn          |
| -- | ---- | --- | ------------- |
| 22 | USA  | P   | Caleb Smith   |
| 49 | USA  | P   | Tyler Gilbert |
| 50 | USA  | P   | Kyle Nelson   |

| Nr | Land   | Pos | Namn                 |
| -- | ------ | --- | -------------------- |
| 54 | Mexiko | P   | Humberto Castellanos |
| 99 | USA    | P   | Keynan Middleton     |
| 13 | USA    | INF | Nick Ahmed           |

### Avstängda
| Nr | Land    | Pos | Namn              |
| -- | ------- | --- | ----------------- |
| –  | Bahamas | OF  | Kristian Robinson |

## Fotogalleri

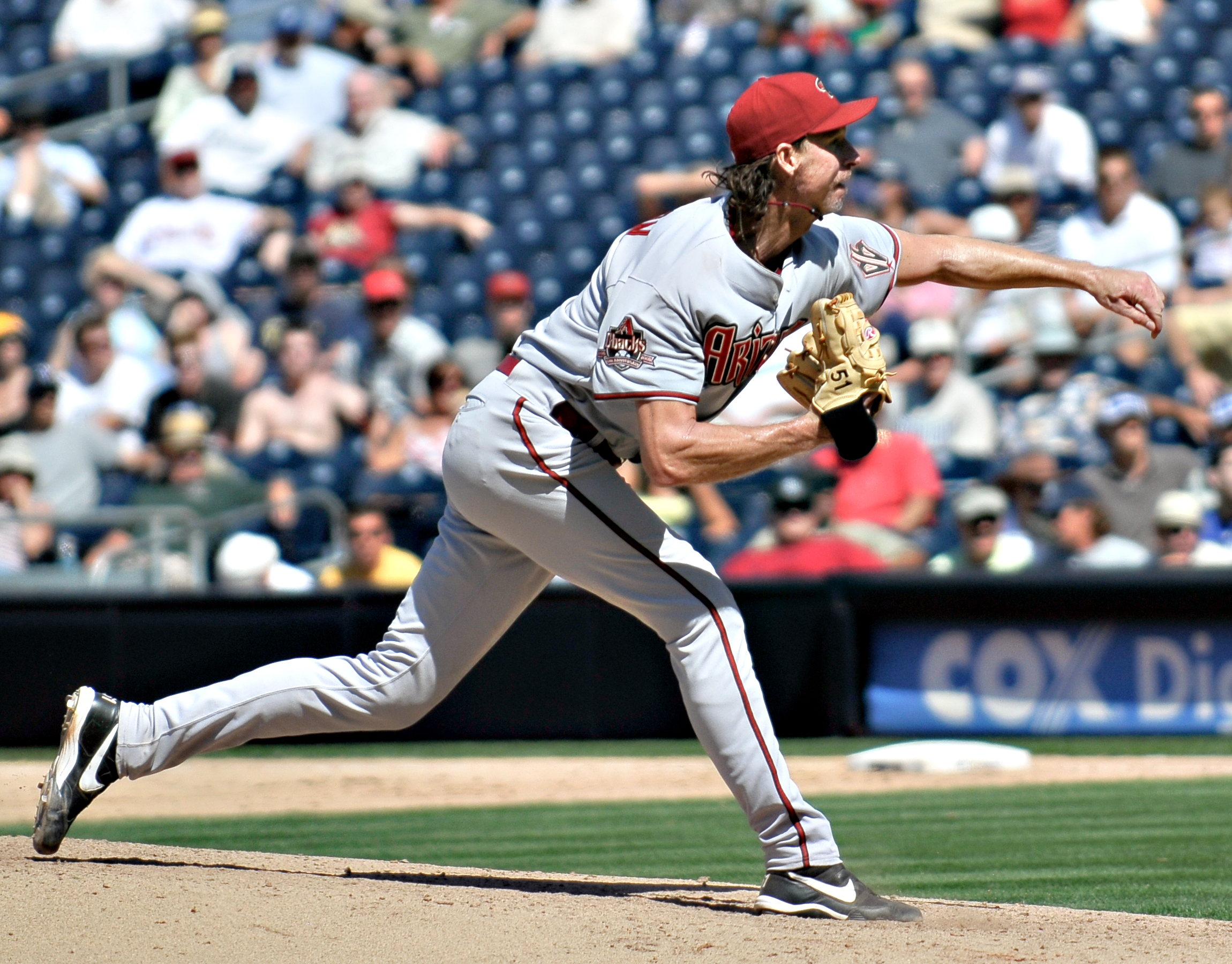
Randy Johnson.
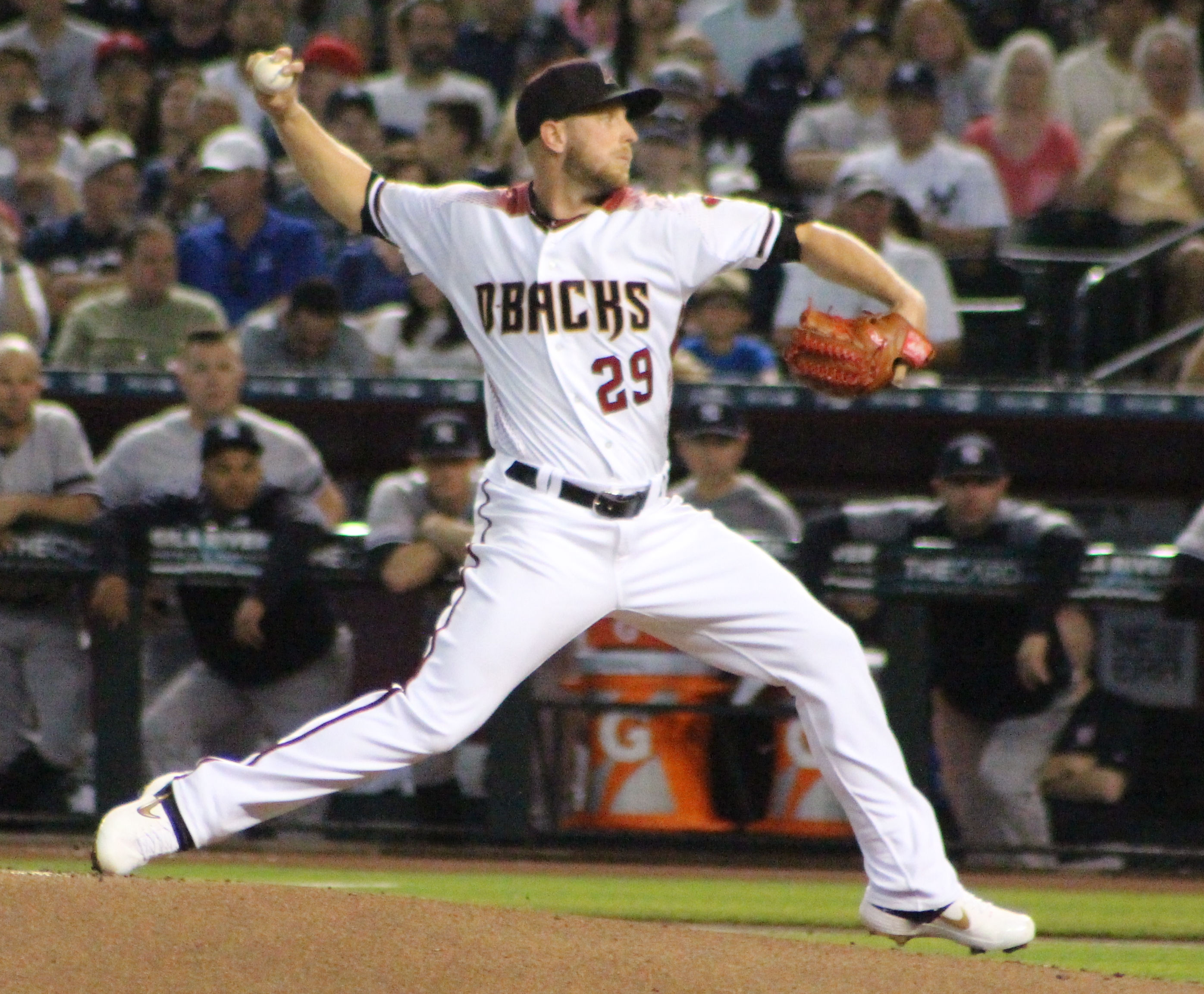
Merrill Kelly.
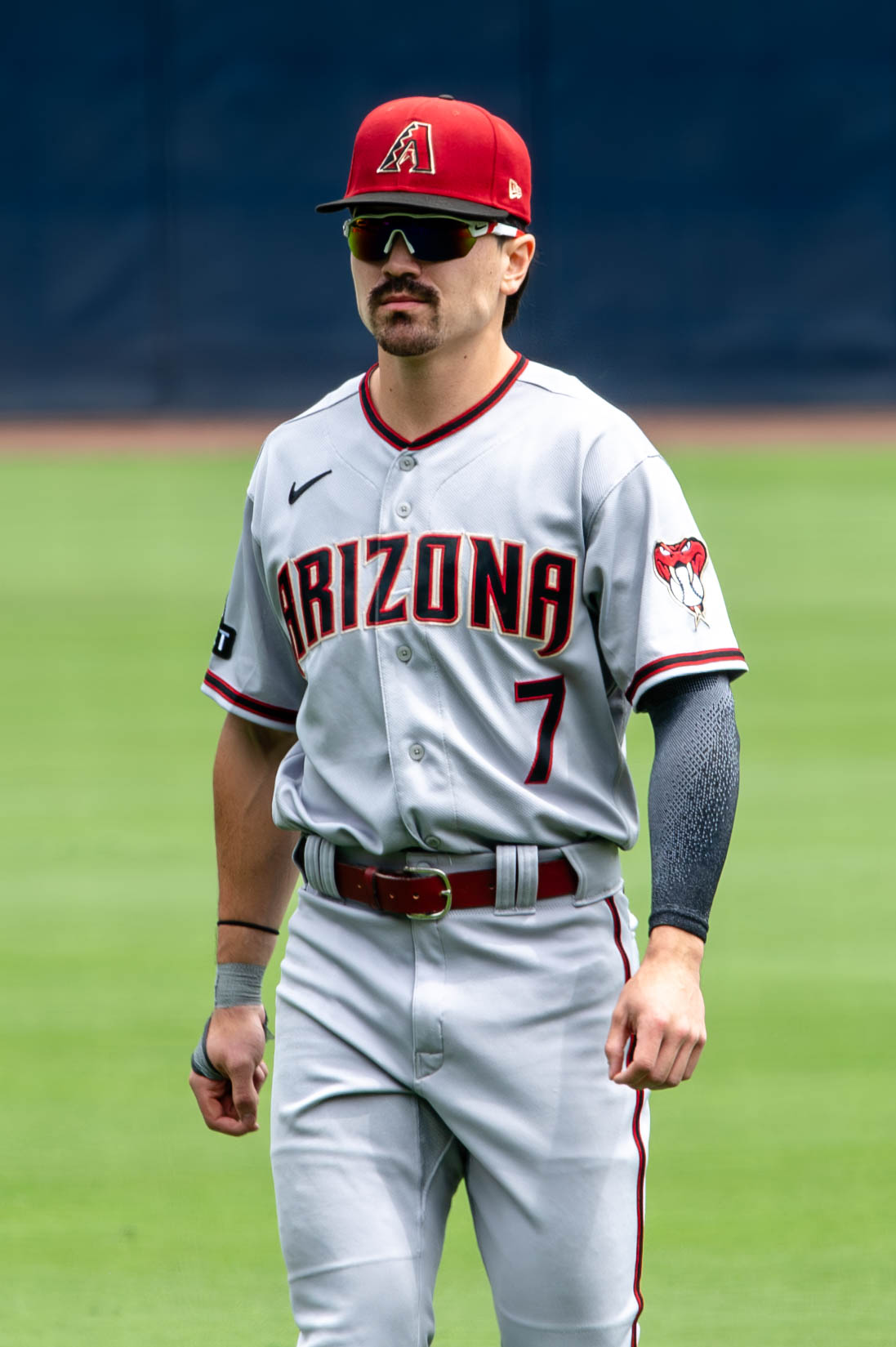
Corbin Carroll.